# 澳洲總理及內閣部
總理及內閣部（英語：Department of the Prime Minister and Cabinet，簡稱：PM&C）是澳洲聯邦政府的公共服務部門，主要負責協調政府各部門的政策，協助澳洲總理管理內閣。
總理及內閣部的職責與美國總統行政辦公室、英國內閣辦公室類似，而澳洲各州有各自的州長及內閣部門。

## 外部連結
- 官方网站